# Jimy Estacio
Jimmy Estacio (Cali, Valle del Cauca, Colombia; 8 de enero de 1986) es un futbolista colombiano. Juega de defensa.

## Selección Colombia

### Participaciones en Copas del Mundo
| Mundial                     | Sede         | Resultado        | Partidos | Goles |
| --------------------------- | ------------ | ---------------- | -------- | ----- |
| Copa Mundial Sub-17 de 2003 | Finlandia    | Cuarto lugar     | 3        | 0     |
| Copa Mundial Sub-20 de 2005 | Países Bajos | Octavos de final | 0        | 0     |

## Clubes
| Club              | País     | Año         |
| ----------------- | -------- | ----------- |
| Deportivo Cali    | Colombia | 2005        |
| Deportivo Pereira | Colombia | 2006        |
| Once Caldas       | Colombia | 2007        |
| Deportivo Pasto   | Colombia | 2008        |
| Expreso Rojo      | Colombia | 2012 - 2013 |